# 克里斯汀·貝爾
克里斯汀·查爾斯·菲利普·貝爾（英語：Christian Charles Philip Bale，1974年1月30日—）是名英國男演員，以多變且反覆無常的身材變化來飾演角色而聞名，並一直是多類電影的男主角。他獲獎無數，先後奪得一次奧斯卡金像獎（最佳男配角）和兩次金球獎。2014年，《福布斯》將其列進最高收入的演員之一。
貝爾出身威爾斯的英國家庭，13歲初涉影壇就主演斯蒂芬·斯皮尔伯格的戰爭片《太陽帝國》。經過十多年的主配角演出，他在黑色喜劇《美色殺人狂》和心理驚悚片的演出引起更廣泛的關注。貝爾後來在《蝙蝠俠：開戰時刻》、《黑暗騎士》和《黑暗騎士：黎明昇起》扮演的蝙蝠俠獲得一致好評，此三部曲更列入最賣座系列電影。
除蝙蝠俠外，貝爾持續主演其他電影作品，包括時代片《頂尖對決》、動作片《魔鬼終結者：未來救贖》、犯罪片《頭號公敵》、史詩片《出埃及記：天地王者》和歷史片。貝爾因2010年傳記片奪得奧斯卡金像獎和金球獎。隨後幾年，他還因《美国骗局》、和《為副不仁》入圍更多奧斯卡金像獎和金球獎。貝爾在《為副不仁》飾演政治家迪克·切尼和在運動片《賽道狂人》飾演賽車手肯·迈尔斯分別為他拿下第二座和入圍第五次金球獎。

## 早年經歷
1974年1月30日，克里斯汀·查爾斯·菲利普·貝爾在威爾斯哈弗福韦斯特的一家英國家庭出生。父親大衛·貝爾是企業家和活動家，母親珍妮·詹姆斯（Jenny James）是馬戲演員。貝爾曾說：「我雖在威爾斯出生，但我不是威爾斯人，而是英格蘭人。」家中還有姐姐莎朗、路易絲（Louise）和父親首段婚姻所生的同父異母姐姐艾琳（Erin）。貝爾祖父是演員，另一名則是約翰·韋恩的替身。一家人在貝爾兩歲時離開威爾斯，輾轉住在葡萄牙和英國牛津郡後，最後定居伯恩茅斯。貝爾表示15歲時家人已在15座城鎮生活過，還稱經常搬遷是出自「需要而非選擇」，並承認這對他的職業選擇有重大影響。他進入伯恩茅斯學校學習，但16歲時輟學。1991年，父母在貝爾17歲時離婚，他跟著路易絲和父親搬到洛杉磯。
貝爾兒時就練習芭蕾舞。年僅8歲的他在織物柔軟劑蘭諾廣告首度飾演角色，還在麥片廣告亮相。姐姐在西區劇院出演音樂劇後，貝爾開始考慮從事專業表演。他後來表示不覺得演戲有多吸引，而是應周圍人要求去做，自己也沒有原因拒絕。參與學校劇作後，貝爾於1984年在西區劇院的《蠢蛋》中與羅溫·艾金森對戲，他此前沒有接受任何正規表演訓練。

## 事業

### 起步和突破（1986至1999年）
1986年，年僅10歲的貝爾決定成為演員後在電視電影《安娜之谜》獲得個小角色。影片主演、史提芬·史匹堡當時的妻子隨後向史匹柏力薦貝爾出演1987年電影《太陽帝國》。13歲的貝爾從4000名演員中脫穎而出，獲選扮演第二次世界大戰日本拘留營中的英國小男孩。他在電影中不需口條教練就能模仿出上流社會的腔調。這個角色讓貝爾聲名鵲起，電影也令他廣受讚譽，更贏得國家評論協會首次頒發的最佳青少年表演獎。同年早些時候，他主演奇幻片《王子历险记》，此片改編自的小說《米歐，我的米歐》。成名讓貝爾在學校受到欺負，他也難以承受演員所帶來的壓力。在聚光燈下，他越來越懷疑是否該留在演藝界，但經濟原因讓他覺得自己有義務繼續演戲。大約這個時候，演員兼導演簡尼夫·班納說服貝爾出演1989年電影《亨利五世》，讓他復出影壇。隔年，貝爾在根據羅伯特·路易斯·史蒂文森同名小說改編的電視電影詮釋主角吉姆·霍金斯，與飾演的約翰·西爾弗同台搭戲。
貝爾主演的1992年迪士尼歌舞片票房失利，所獲評價也不佳。《禿鷲》的麗貝卡·米爾佐夫（Rebecca Milzoff）於2012年重看影片，她認為貝爾雖不是個好歌手，但演唱〈聖達菲〉（"Santa Fe"）的嘶啞聲可愛又恰當。1993年，他出演《搖擺狂潮 (1993年電影)》，講述納粹德國崛起時青少年偷聽被禁的爵士樂。貝爾經薇诺娜·瑞德推薦，在姬蓮·阿姆斯壯1994年的電影扮演西奧多·「勞里」·勞倫斯。電影無論商業還是評論都大獲成功，飾演女主角喬·馬奇的瑞德表示他捕捉到了角色的複雜本質。他接著在1995年迪士尼動畫電影《风中奇缘》配音上尉約翰·史密斯的年輕夥伴托馬斯（Thomas），可惜評價差強人意。貝爾於根據亨利·詹姆斯同名小說改編的1996年電影飾演小角色，並在1998年歌舞片《紫醉金迷》出演，影片背景設定在華麗搖滾風行的1970年代。1999年，貝爾在改編自威廉·莎士比亞同名劇作的群戲《仲夏夜之夢》中與奇雲·格連和蜜雪兒·菲佛合作，他在片中飾演狄米特律斯。

### 立足影壇但票房失利（2000至2004年）
貝爾接下來主演改編自佈雷特·伊斯頓·艾利斯同名小說的《美色殺人狂》，飾演私底下是連環殺手的股票投資人派屈克·貝特曼。導演挑選貝爾出演時，遭到影片製片商兼發行公司獅門娛樂拒絕，並打算請奧利華·史東執導，而莱昂纳多·迪卡普里奥飾演貝特曼，但兩人放棄作品後貝爾和海隆得以回到原來位置。為了達到貝特曼輪廓分明的體形，貝爾花了數月鍛鍊和曬黑，並戴上牙套來揣摩角色自戀的性格。影片在2000年圣丹斯电影节舉行首映，IndieWire的安東尼·考夫曼（Anthony Kaufman）評價它是該影展上最令人反感的電影。影評人羅傑·埃伯特對貝爾的演出表示「他讓角色從人見人愛跳到卑鄙無恥是非常花力氣的做法，完全沒有出於本能而放不開，這是身為好演員的特徵之一」。影片於2000年4月上映，除了票房評價兩得意之外，日後更成為邪典追捧，從此也奠定貝爾男主角的地位。
《美色殺人狂》之後的四年裏，貝爾出演電影的票房和評價均以失敗收場。貝爾在约翰·辛格顿的動作片《殺戮戰警》飾演邪惡的房產繼承人。他緊接著在根據同名小說改編的《戰地情人》出演，該片由約翰·麥登執導，他飾演的希臘漁夫曼德拉斯（Mandras）與柯雷利上尉（Captain Corelli，尼古拉斯·凯奇飾）爭奪愛人佩拉吉亞（Pelagia，佩内洛普·克鲁兹飾）。貝爾在出演《美色殺人狂》和《辣手刑警》後，他感覺飾演有人性情感的曼德拉斯十分耳目一新。2002年，他出演、《火焰末日》和《重裝任務》三部電影。《娛樂週刊》的莉薩·施瓦茨鮑姆在評價《桂冠街區》時批評貝爾的演出「花裡胡哨」。貝爾起初不太想加入有用電腦成像的後末日片《火焰末日》，但他後來表示自己很享受出演可能會失敗的電影，並透露導演也是他決定參與的原因。另外，他在《重裝任務》飾演未來社會的警察，並表演融合槍戰的虛構武術槍械形。《IGN》的傑夫·奧托（Jeff Otto）歸納《火焰末日》「不受待見」，《重裝任務》則「嚴重被低估」。《獨立報》的斯蒂芬·阿普爾鮑姆（Stephen Applebaum）稱上述兩部電影、《辣手刑警》和《戰地情人》「平庸」。
貝爾在心理驚悚片主演被失眠折磨到心理失常的機械師。他最先準備角色時只靠吸煙和喝威士忌，後來他增餐至每天喝黑咖啡、吃一顆蘋果和一罐鮪魚。最後減了29公斤的貝爾以55公斤來扮演劇本中「骨瘦如柴」的角色，罗伯特·德尼罗在1980年電影《愤怒的公牛》為角色傑克·拉莫塔增重被拿來與其比較。貝爾稱這段轉變使他心靈平靜，因為他一直待命等待能燃起興趣的劇本，正是這部影片讓他願意為角色減重。《克里斯汀貝爾之黑暗時刻》於2004年10月上映，票房表現不佳。《奧蘭多哨兵報》的羅傑·摩爾（Roger Moore）將它評為年度最佳電影，《綜藝》的陶德·麥卡錫稱讚貝爾「焦慮不安、咄咄逼人，最後無比痛苦的演技」給影片打了劑「強力定心針」。

### 蝙蝠俠與其他戲劇類角色（2005至2008年）

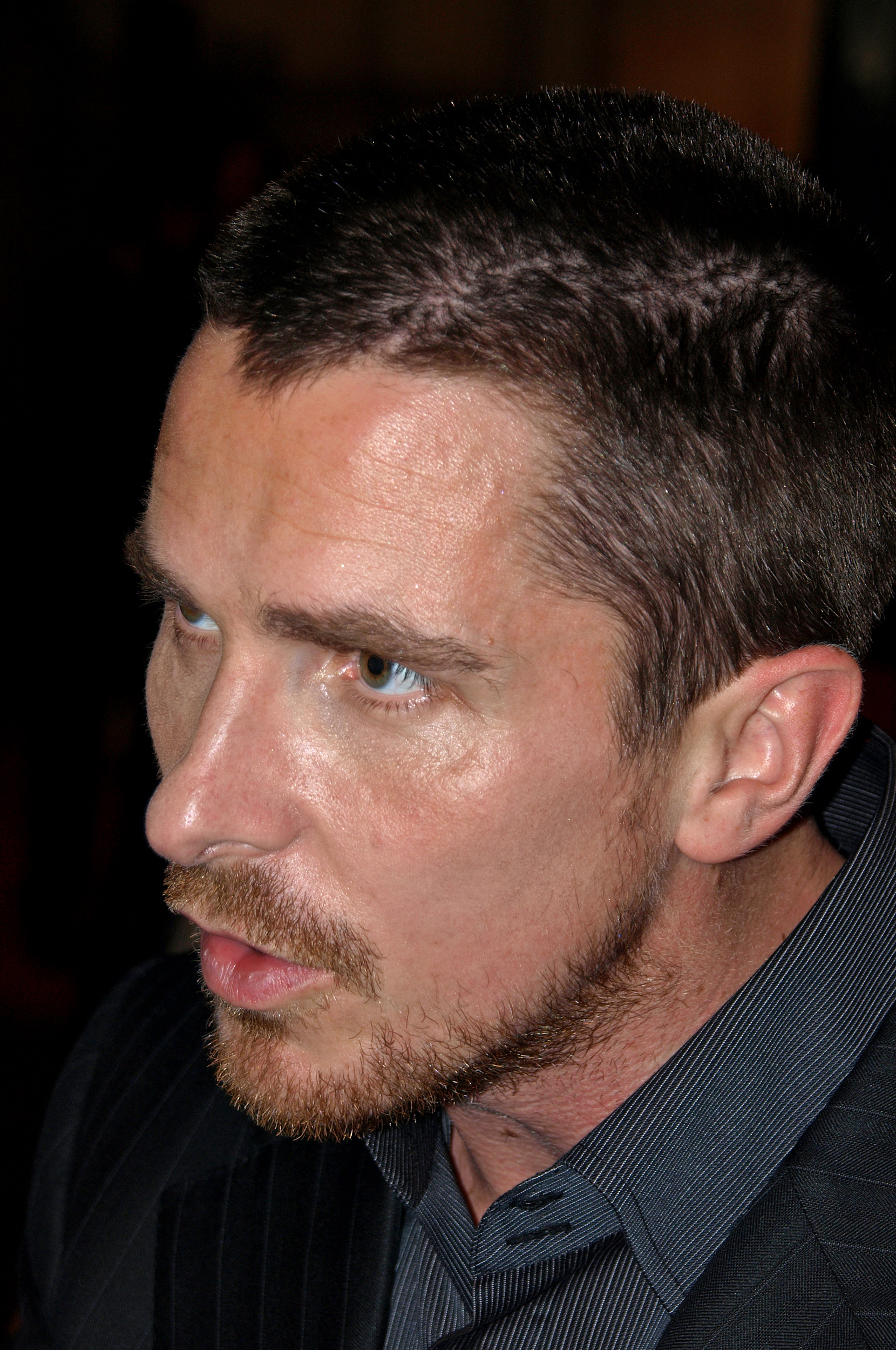
貝爾出席2008年《黑暗騎士》西班牙首映會

貝爾在《蝙蝠俠：開戰時刻》主演化身為超級英雄蝙蝠俠的美國億萬富翁布魯斯·韋恩，是蝙蝠俠系列電影的重啟片。導演克里斯托弗·诺兰看到貝爾身上「完全處於黑暗與光明之間的平衡」，於是選擇當時還算名不見經傳的貝爾。貝爾為角色增回《克里斯汀貝爾之黑暗時刻》失去的體重，並開始練肌肉，最後他重達100公斤。他還練習武器、詠春和凱西格鬥術。貝爾得認可故事中的特殊情況，像是角色「覺得他能在半夜穿著蝙蝠裝跑來跑去」，並表示他和諾蘭「儘量（故意貼近事情）真實動機」，例如韋恩父母遭到謀殺。貝爾對韋恩和蝙蝠俠用了不同聲音，後者聲音比較沙啞，諾蘭相信這能強化角色的視覺外貌。2005年6月，《蝙蝠俠：開戰時刻》在美國上映。《禿鷲》的蒂姆·格里森（Tim Grierson）和威爾·萊奇稱讚貝爾「敏感又聰明地詮釋出被寵壞、任性的布魯斯，（他）終於長大（並打擊犯罪）」。貝爾因本片拿下MTV影視大獎最佳英雄。
同年，貝爾在根據黛安娜·韋恩·瓊斯同名兒童小說改編的《霍爾的移動城堡》英文版配音巫師，他後來承認是觀看導演宮崎駿的動畫片《千与千寻》後才願意接下這差事。貝爾不久在的犯罪片飾演患有創傷後遺症的美國退伍軍人，該片在多倫多國際影展舉行首映。他接下來在歷史片《新世界》詮釋定居者約翰·羅爾夫，導演泰倫斯·馬利克根據寶嘉康蒂的故事創作劇情，影片於2005年12月25日上映。隔年，德國導演韋納·荷索推出新項目《重見天日》，貝爾飾演在越戰出任務時遭到擊落後與死神搏鬥的美國戰鬥機駕駛員迪特爾·丹格拉。兩人合作後，赫佐格表示早在貝爾參演蝙蝠俠前，就覺得他是當代最偉大的天才。《奧斯汀紀事》的瑪喬麗·鮑姆加滕（Marjorie Baumgarten）認為貝爾持續「熟練掌握另一種美國人格類型」。
貝爾在2006年電影《死亡魔法》與諾蘭繼《蝙蝠俠：開戰時刻》後再度合作，導演表示貝爾是毛遂自薦加入劇組。這部改編自克里斯多夫·普利斯特同名小說的電影講述兩名維多利亞時代魔術師（貝爾和休·傑克曼）相互較勁。影片雖受到影評人認可，但票房表現卻相對平庸，4千萬美元預算最後只賺得1億1千萬美元。《紐約時報》的A·O·史考特看出貝爾的「狂熱內質」，並覺得他的演技「值得細品」。2007年，貝爾接著在劇情片《搖滾啟示錄》飾演創作歌手鲍勃·迪伦的兩個階段，並在《决斗犹马镇》演繹尋求公義的牧牛人。他將自己詮釋的狄倫階段歸納成「兩個男人全力追求真理」，並表示參演《决斗犹马镇》是喜歡電影中能讓他「單純弄髒和在泥濘爬行」。貝爾在諾蘭的《蝙蝠俠：開戰時刻》續集《黑暗騎士》重新演繹蝙蝠俠，影片於2008年7月在全球上映後評論界反應極佳，並成為第四部票房超過10億美金的電影。貝爾親自上陣表演特技，例如站在芝加哥威利斯大廈樓頂。許多影評人將《黑暗騎士》列為最佳超級英雄電影。

### 《黑暗騎士》三部曲完結，並獲影評青睞（2009至2012年）
2008年2月，華納兄弟宣布貝爾將在後末日動作片《魔鬼終結者：未來救贖》主演反抗軍領袖約翰·康納，導演麥克G稱讚貝爾是「當代最可靠的演員」。2009年2月，貝爾在片場罵街的錄音遭到公開，內容是影片攝影指導肖恩·哈爾布特在拍攝貝爾和布萊絲·達拉斯·霍華戲份時入鏡，此行徑讓他大飆髒話，最後貝爾威脅哈爾布特沒有被解僱他就退出。影界幾位同僚為貝爾發聲，認為此事只是他對演戲的執著。貝爾不久後公開道歉，認為這次爆發「不可原諒」，並表示自己的行為「真的太超過」，最後聲稱已向哈爾布特作出補償。《魔鬼終結者：未來救贖》於2009年5月上映，反應十分平淡。《今日美國》的克勞蒂亞·普格批評貝爾的演技「出奇地單一」，而《世紀報》的傑克·威爾遜（Jake Wilson）更認為這是他最沒說服力的演出。貝爾後來承認自己在製作期間就知道影片不會如他所願振興《终结者》電影系列，更斷言不會再與麥克G合作。

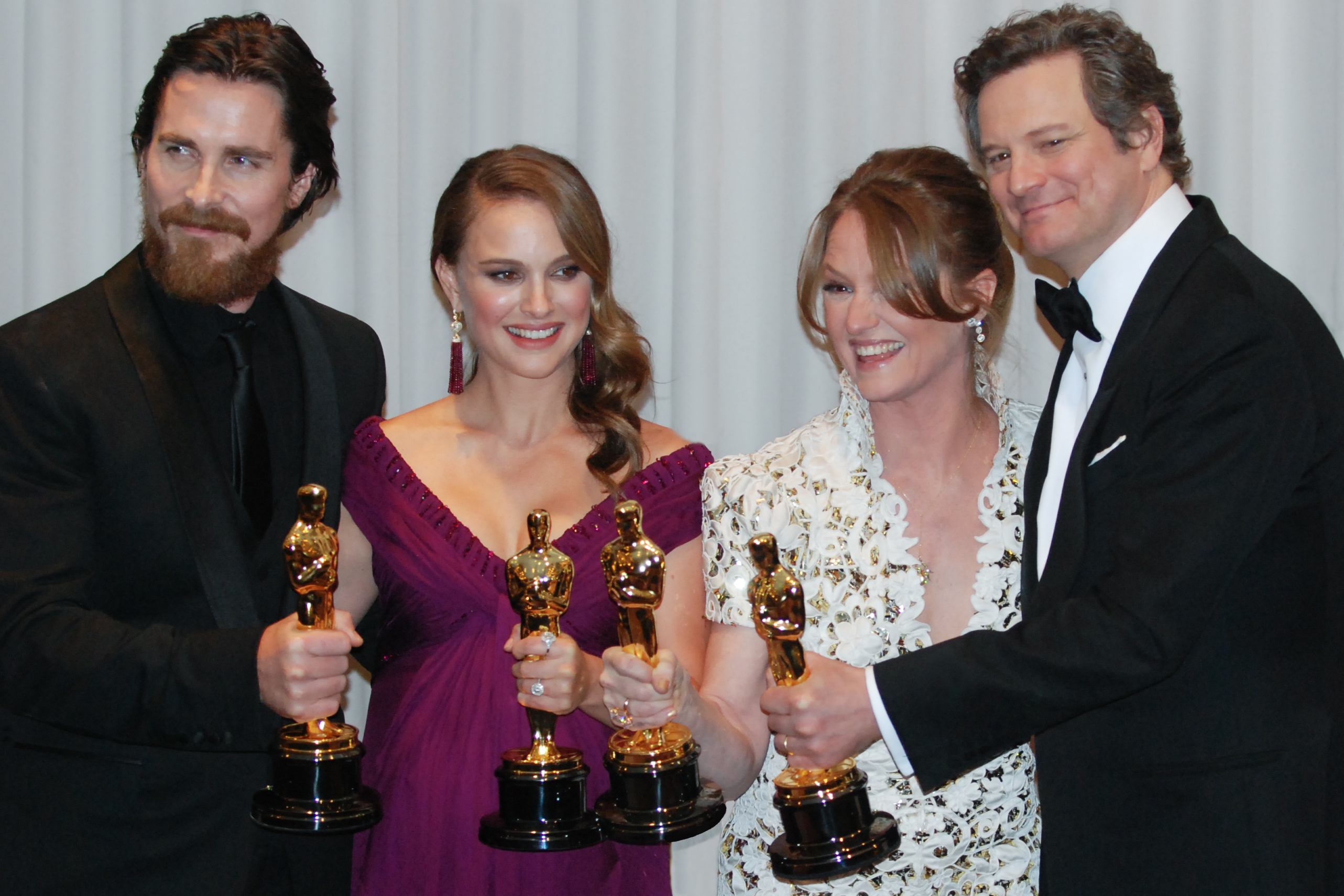
貝爾（最左邊）出席第83屆奧斯卡金像獎，他在角逐中贏得奧斯卡最佳男配角獎

貝爾在麥可·曼恩的犯罪劇情片《頭號公敵》出演聯邦調查局探員梅爾文·珀維斯，與飾演約翰·迪林傑的強尼·戴普同台搭戲。影片於2009年7月上映後名利雙收。《華盛頓郵報》的丹·扎克（Dan Zak）不喜歡貝爾和戴普的選角，認為他們所飾角色的敵對性缺乏刺激，而《新共和》的克里斯托弗·奧爾（Christopher Orr）稱讚貝爾「典型內向」演技「依舊有效」。隔年，貝爾在的劇情片出演染上毒癮自毀前程的專業拳擊手狄奇·艾克倫德，並圍繞他和拳擊練習生弟弟米奇·華德（馬克·華伯格飾）的關係。貝爾在角色塑造注入幽默感來平衡艾克倫德的悲慘遭遇，更為此減了14公斤，《舊金山紀事報》的米克·拉塞爾稱讚這為「精明觀察出確切身材和敏銳心理」。貝爾憑此片奪得奧斯卡最佳男配角獎和金球獎最佳電影男配角。2011年，他參演張藝謀的歷史劇情片《金陵十三釵》，該片是當年最高票房的中國電影，影評界批判它「民族主義」、「反日」和「太長、太矯情和太膚淺」。
貝爾在克里斯多福·諾蘭執導的續集《黑暗騎士：黎明昇起》三度演繹蝙蝠俠，影片於2012年7月上映。他稱電影中的蝙蝠俠飽受病魔和心理障礙折磨，並在《黑暗騎士》事件後一蹶不振。在美國科羅拉多州奧羅拉的電影午夜場發生槍擊案後，貝爾和妻子探望倖存者、醫生和奧羅拉醫療中心現場應急人員，並向受害者表示哀悼。《黑暗騎士：黎明昇起》是第11部全球票房超過10億的電影，收益甚至超越《黑暗騎士》，造就諾蘭的《黑暗騎士》三部曲成為最賣座系列電影，也被評論界認為是最佳漫畫改編系列電影。貝爾在三部電影的演技廣受好評，《衛報》、《新音樂快遞》和《廣播時報》的調查評他是電影中蝙蝠俠的最佳詮釋。他後來透露不太滿意自己在三部曲的表現，表示他「沒太演好」自己的戲份，以及「沒太做到」他心中自己演蝙蝠俠應有的樣子。

### 持續奪得好評（2013至2018年）
2013年，貝爾在的驚悚片《逃出鎔爐》出演鋼鐵廠工人。庫柏與貝爾見面前就為他重新打磨劇本，而且要他參演才會持續製作項目。影評人稱讚該片，並認為它是貝爾步入蝙蝠俠下一階段的首戰告捷，《綜藝》的克里絲托弗·塔普利（Kristopher Tapley）更覺得這是貝爾最好的電影演出。同年的《美国骗局》是貝爾和大衛·歐·羅素繼《燃燒鬥魂》第二次合作。為飾演騙子厄文·羅森菲（Irving Rosenfeld），貝爾學習現實生活的騙子梅爾·溫伯格的採訪片段來充當靈感，更增重20公斤、剃頭和常用懶人姿勢，後者舉動讓他矮了7.6厘米，更讓他患得椎間盤突出。羅素表示飾演無名角色的罗伯特·德尼罗在演員首次登場時沒有認出貝爾。《紐約每日新聞》的喬·紐邁爾（Joe Neumaier）稱讚貝爾的演出「悲傷、有趣又引人入勝」。此片為他贏得奧斯卡金像獎和金球獎提名。
貝爾在雷利·史考特的史詩片《出埃及記：天地王者》詮釋摩西。影片於2014年12月上映，但後來被指控白人演員扮演中東角色，史考特為此澄清因為要融資才將角色洗白，貝爾更力挺史考特製作電影時已坦誠相待。電影評價褒貶不一，《聖路易斯郵報》的喬·威廉姆斯（Joe Williams）稱這是貝爾職業生涯中最吊兒郎當的演技。貝爾參演泰倫斯·馬利克的劇情片《聖杯騎士》，《大西洋》影評人大衛·西姆斯（David Sims）感嘆它「就算預料失敗還是要嘗試」。他在第65屆柏林影展首映式上表示作品拍攝時完全沒有對白，馬利克只提供人物小傳給他。不久後，他在關於2007年－2008年環球金融危機的傳記式喜劇劇情片《大賣空》飾演反社會避險基金經理麥可·貝瑞，該片由亞當·麥凱執導。他為電影配戴義眼，《華爾街日報》的喬·摩根斯坦認為他的詮釋「好笑到令人害怕，或者（可能）是巧妙地剪出俏皮話和快照」，此角讓貝爾入圍奧斯卡金像獎和金球獎最佳男配角。
2016年，他在亞美尼亞大屠殺為背景的歷史劇情片飾演美國記者，戲中與一名女性（飾）和亞美尼亞醫學生（奥斯卡·伊萨克飾）陷入三角戀。電影評價票房兩失意，更蒙受1億200萬的損失。《紐約時報》的珍妮特·卡蘇利斯（Jeannette Catsoulis）覺得貝爾「聲音壓低到模糊不清」。在庫柏的2017年電影《敵對分子》，貝爾飾演的美國陸軍軍官護送患有重病的夏安族酋長和他的家人回蒙大拿的家。他稱電影是「殘忍到就算放到現代也有共鳴的西部片」，而他的角色是個「頑固和充滿仇恨的人」，貝爾演這部戲時更學到夏延語。《帝國》影評人丹·喬林（Dan Jolin）稱讚他的演技引人注目，並且是他演藝生涯中最突出的表演。2018年，貝爾在冒險片《森林之子毛克利》配音巴希拉，《滾石》的大衛·費婭爾（David Fear）評價他和導演安迪·瑟克斯的成功配音「帶出靈魂、喧哗和骚动」。

### 近期演藝工作（2018年至今）

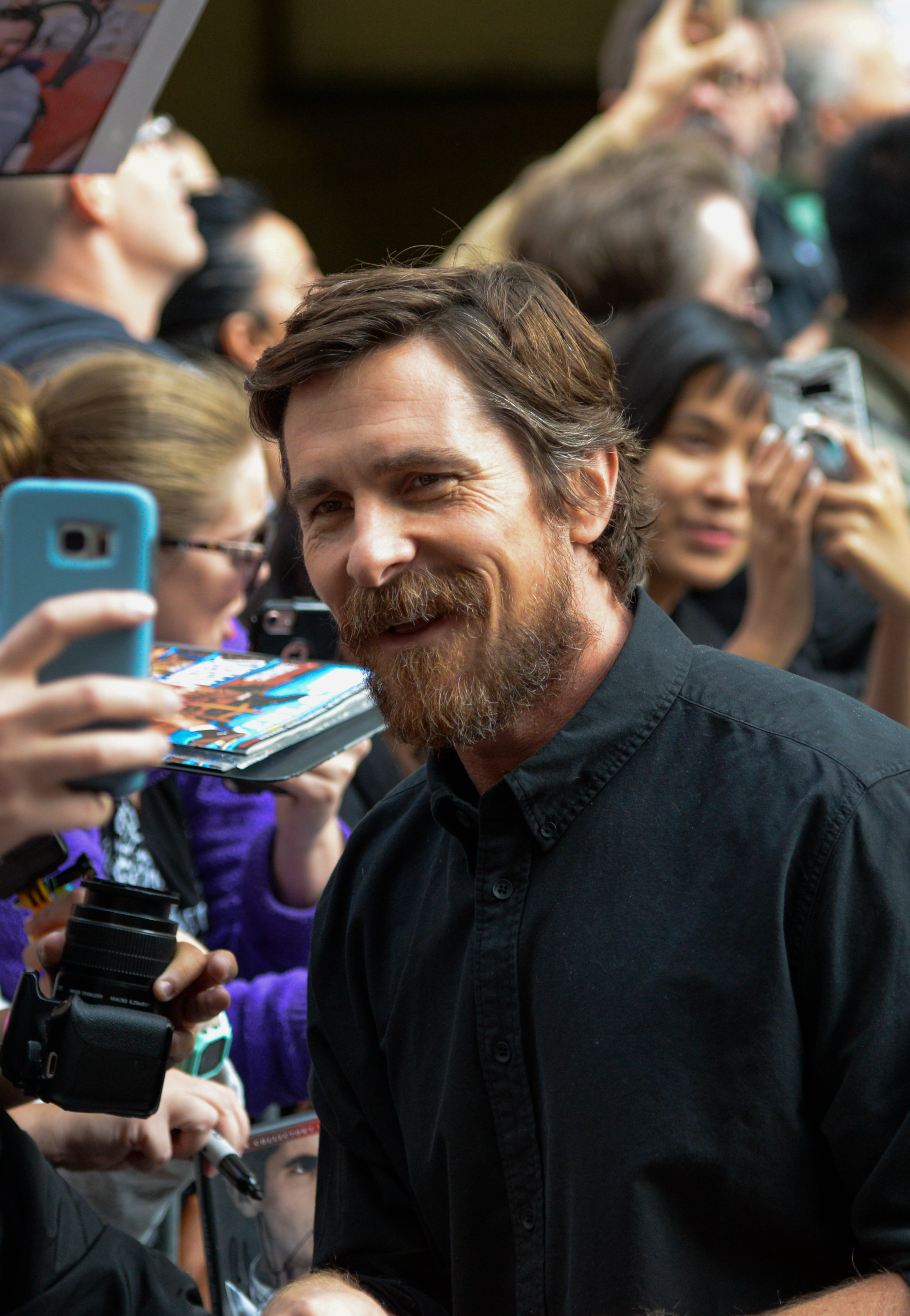
貝爾出席2019年多倫多國際影展

貝爾在亞當·麥凱自編自導的2018年傳記式喜劇劇情片《為副不仁》扮演副總統迪克·切尼，並再次經歷大型身材變化，增重超過18公斤加剃頭。他稱錢尼「寡言又神秘」，而且是美國歷史上最有影響力和惡名昭彰的副總統。這部影片是貝爾和艾美·亞當斯繼《燃燒鬥魂》和《美国骗局》三度合作。《為副不仁》獲得評論界認可，《衛報》的彼得·布拉德肖稱讚貝爾詮釋的錢尼「非常好，實際上也真實到令人害怕」，該角更讓他奪得金球獎最佳音樂及喜劇類電影男主角，並入圍奧斯卡金像獎。貝爾在第76屆金球獎講獲獎感言時，有感謝撒旦作為飾演錢尼的靈感，此番言論引起錢尼女兒、美國眾議院成員反彈，表示貝爾糟蹋飾演「真實英雄」的機會。貝爾接下來在2019年運動劇情片《賽道狂人》扮演賽車手肯·邁爾斯，他在演完錢尼後又為邁爾斯減了32公斤。影片由詹姆斯·曼高德執導，主要圍繞邁爾斯和汽車設計師卡洛·謝爾比在1966年勒芒24小時耐力賽發生的事情。該角讓貝爾五度入圍金球獎。貝爾跑電影宣傳時表示自己不再為角色作體重變動。
貝爾在漫威電影宇宙超級英雄電影《雷神索爾：愛與雷霆》詮釋反派屠神者格爾，此片於2022年7月上映，艾費克斯雙胞胎〈來爹地這裏〉音樂錄影帶的角色啟發他塑造格爾。貝爾的詮釋取得影評讚賞，稱其「接地氣又不誇張」。他接演了大衛·歐·羅素的時代片《阿姆斯特丹》和史考特·庫柏的驚悚片《淡藍之眸》，兩片都是他和導演的第三次合作。《阿姆斯特丹》於2022年10月上映，票房失利之餘，所獲評價也不佳。《淡藍之眸》則於2022年12月發行。貝爾即將在電影《铤而走险的教会》（The Church of Living Dangerously）參與製作和出演牧師。

## 表演技巧與公眾形象
貝爾以應戲份需要會無私改變體重，以及「他全情投入到徹底融入角色」而聞名，《華盛頓郵報》的安·霍納迪評價他根本是當代最有天賦的演員。《RogerEbert.com》的馬克斯·奧康奈爾（Max O'Connell）認為貝爾在演出時全力改變外貌是「描繪癡迷的錨定刻面」，而《洛杉磯時報》的休·哈特（Hugh Hart）將主導貝爾表演風格的緊迫感比作方法演技，並補充這「有力到甚至激發了他最極端的身體變化」。貝爾曾表示自己從未用過方法演技，也沒採取任何特定技巧。他稱羅溫·艾金森是自己作為演員的模板，原因是兩人合作時被艾金森完全迷住。他還學習了的作品，認為歐德曼是他追求表演的原因。
貝爾的多變也取得認可，《聖荷西信使報》的瑪莎·羅斯（Martha Ross）稱他是當代最多才多藝的演員。貝爾對自己的私人生活十分保密，曾表示想達到在不展示自己任何方面的情況下來體現出整個人，並解釋「讓別人知道你是誰」無助於創造不同角色，更認為不公開「能讓你扮演好這些角色」。貝爾跑宣傳時接受訪問，表示如果是帶有口音的電影，他就會用特定的腔調講話，甚至因詮釋美國口音的角色而聞名，而貝爾在真實生活中講著一口「有力、不時髦的」英國口音。
2014年，他以3500萬美元在《富比士》最高收入演員的名單中排名第九。貝爾也被視為性感符號。

## 私人生活

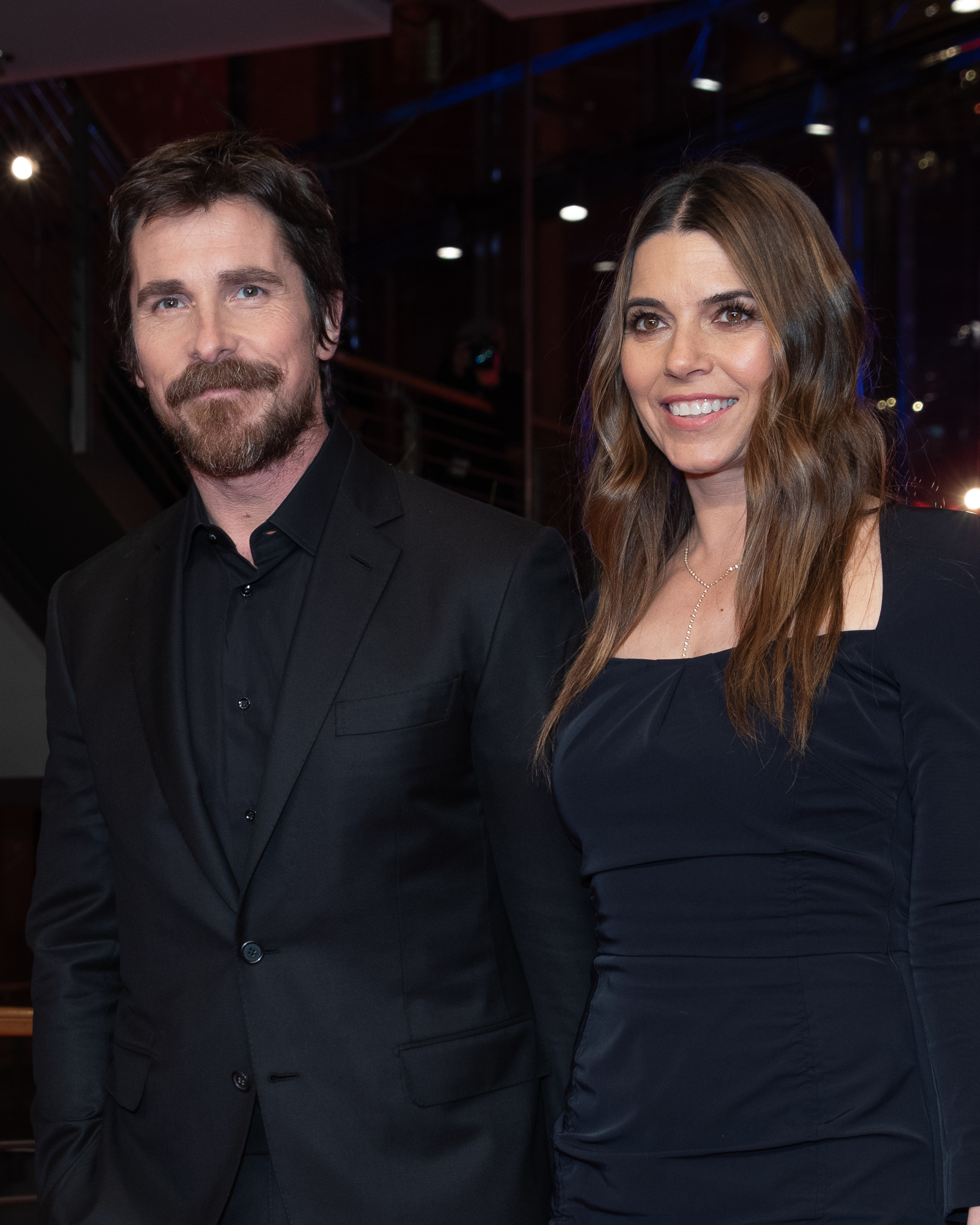
貝爾和妻子西碧·布拉季奇出席第69屆柏林影展

貝爾從1990年代開始就住在洛杉磯，並持有美國國籍。2000年1月29日，貝爾與前模特桑德拉·「西碧」·布拉季奇（Sandra "Sibi" Blažić）在洛杉磯喜結連理，兩人育有一兒一女。2000年，貝爾成為女權主義者格洛丽亚·斯泰纳姆的繼子，而父親三年後死於顱內淋巴瘤。
貝爾在7歲時成為素食主義者，卻在2009年稱他「現在（只是）素食主義的常客」，並在讀完兒童文物後不再吃紅肉。他作為動物權益活動家，有支持綠色和平、世界自然基金會、桃樂絲·黛動物聯盟、黛安·佛西大猩猩基金會和紅翼馬庇護所。2011年12月，貝爾在宣傳《金陵十三釵》期間，與有線電視新聞網的工作人員嘗試探望軟禁在中國東部農村的盲人赤腳律師陳光誠，但在檢查站與警衛發生衝突後被迫遣返，直到隔年在非營利組織人权第一舉辦的晚宴才見到陳光誠，期間貝爾頒獎給他。之後貝爾在國際特赦組織的podcast《用他們自己的話說》（In Their Own Words）講述陳光誠的故事。
2008年7月22日，貝爾在倫敦被捕，原因是母親和姐姐莎朗(Sharon)向警方報案他涉嫌襲擊，之後被保釋出獄。貝爾否認所有指控，並稱這是「非常私人的事情」。8月14日，英格蘭及威爾斯皇家檢控署宣布因「證據不足無法提供實質的定罪機會」而不會對他採取進一步的行動。

## 演出作品與所獲榮譽
匯總媒體網站爛番茄根據收到的正面評價數量為電影打分，貝爾評分最高的作品《黑暗騎士》、《賽道狂人》、《美国骗局》、《新小婦人》、《燃燒鬥魂》、《重見天日》、《决斗犹马镇》、《大賣空》、《霍爾的移動城堡》和《黑暗騎士：黎明昇起》，而首部、第三部和最後一部影片與《魔鬼終結者：未來救贖》、《蝙蝠俠：開戰時刻》、《风中奇缘》和《出埃及記：天地王者》在數據網站The Numbers列為他票房最高的電影。
貝爾入圍四項奧斯卡金像獎，憑藉《美国骗局》和《為副不仁》提名最佳男主角，並以《燃燒鬥魂》和《大賣空》提名最佳男配角，最後以《燃燒鬥魂》拿下寶座。他拿下兩座金球獎，分別憑《燃燒鬥魂》和《為副不仁》奪得最佳電影男配角和最佳音樂及喜劇類電影男主角，而他也以《美国骗局》和《大賣空》入圍最佳電影男配角，更以《賽道狂人》入圍劇情類電影最佳男主角。貝爾還入圍八座美國演員工會獎，以《燃燒鬥魂》贏得最佳男配角，並以出演《美国骗局》拿下最佳整體演出。

## 延伸閱讀
- Holmstrom, John (1996). The Moving Picture Boy: An International Encyclopaedia from 1895 to 1995. Norwich: Michael Russell. p. 394.

## 外部連結
- 克里斯汀·貝爾在互联网电影资料库（IMDb）上的資料（英文）
- 克里斯汀·貝爾在豆瓣上的资料（简体中文）
- 在AllMovie上克里斯汀·貝爾的頁面（英文）
- 克里斯汀·貝爾在《紐約時報》上的節選新聞及評論